# За межами (фільм, 2017)
За межами (англ. The Beyond) – науково-фантастичний фільм режисера Хасрафа Дулулла, вперше представлений 17 листопада 2017 року на Берлінському фестивалі науково-фантастичних фільмів.

## Сюжет
Фільм знятий у документальному стилі та розповідає про події, що ніби-то  відбуваються у 21 столітті.
Під час робіт з ремонту одного з модулей МКС, на Земній орбіті з'являється аномалія. Через раптовий спалах, астронавт Джим Марселл, який перебував у відкритому космосі, втрачає орієнтування, та, змушений відкріпити трос, зникає у космічному просторі.
Аномалія, котрій вчені дали назву «Порожнеча», наближається до Землі та від неї відокремлюються чорні сфери, які у певному порядку стають над поверхнею планети. Людство занепокоюється можливим апокаліпсисом.
Дослідженням «Порожнечі», що схожа на кротовину, та ймовірним встановленням контакту з інопланетною цивілізацією, займається космічна агенція, яка у партнерстві з військовими споряджає таємну місію. 
Джессіка Джонсон, спеціаліст з гравітації та аномалій, погоджується на участь у місії. Використовуючи військові розробки, засновані на досягненнях у галузях нейробіології, синтетичної біології та трансгуманізму, її перетворюють на проект Людина 2.0, поєднуючи її мозок із синтетичним тілом. Разом із нею до проекту долучений астронавт-солдат, який також є проектом Людина 2.0.
Космічний корабель досягає «Порожнечі» та входить у тоннель кротовини, але  зв'язок із ним втрачається. 
Проте через п'ять днів він приводнюється в Атлантичному океані.
Поки вчені дістаються даних, отриманих Джонсон 2.0, на орбіті однієї з планет Сонячної системи стається вибух, що руйнує декілька її супутників. Космічні уламки прямують до Землі, погрожуючи знищити життя на планеті, але їх зупиняють чорні сфери.
В цей час Джонсон 2.0 згадує своє побачення із Марселлом, якого вважали загиблим. Коли вона перебувала у «Порожнечі», він заспокоював її, переказуючи, що інопланетяни прийшли допомогти. При цьому Марселл тримав носій із інформацією про досягнення людства, який перебував із ним на МКС. Невдовзі Джим був виявлений в одній з пустель Аризони, але не міг пояснити, як він туди потрапив.
Після цього аномалія зникає, а на Земній орбіті з'являється придатна до життя планета трохи меньша за Землю. Крім того, у Сонячній системі з’являються створені інопланетянами інші нові планеті із супутниками, руйнуючи усталені уявлення про будову Всесвіту. 
Підсумковуючи події, Джилліан Лару, одна з керівників космічної агенції, розмірковує над причинами того, що сталося та висловлює надію на позитивне майбутнє людства, яке отримало другий шанс.

## Сприйняття
Фільм отримав переважно посередні відгуки, але, за характеристикою компанії Transmedia, «…примітний своїм розумовим підходом, зосередженим на філософських питаннях і потенційному майбутньому людської еволюції…».

## Нагороди
- Відзнака за перемогу у категорії «Найкращі VFX», Берлінський кінофестиваль науково-фантастичних фільмів, 2017[4],
- Спеціальний приз журі у категорії «Найкращий повнометражний науково-фантастичний фільм», кінофестиваль науково-фантастичних фільмів в Атланті, 2017[5].